# Zaza Gogava
Zaza Gogava (georgiska: ზაზა გოგავა), född 14 juli 1971, är en brigadgeneral i den Georgiska armén.